# دير روسانو
دير روسانو أو دير القديسة روسانو (باليونانية: Μονή Ρουσάνου) هو دير أرثوذكسي شرقي، يُشكل جزءًا من مجمع دير ميتيورا في ثيساليا وسط اليونان، ويقع على قمة منحدرٍ صخري. تقع نقطة مراقبة بساروبترا على جانب الطريق الرئيسي إلى الجنوب الشرقي من دير روسانو.
تم الاعتراف بدير روسانو للنساء الأرثوذكسيات اليونانيات كموقع للتراث العالمي لليونسكو في عام 1988.

## التاريخ
يُعتقد أن أول من سكن صخرة الدير وباني الكنيسة الأولى كان ناسكًا يُدعى روسانوس، ومن هنا جاء اسم الدير الحالي.
 سُكنت الصخرة منذ بداية القرن السادس عشر، وبين عامي 1527 و1529، حصل الراهبان جوزيف وماكسيموس من يوانينا على إذن بتأسيس دير هناك. ويُعتبران بناة مبنى الدير الذي بُني على أنقاض.
يُقال إن أيقونات الكاثوليكون، الكنيسة الرئيسية للدير، رُسمت حوالي عام 1560 على يد رسام أيقونات موهوب من المدرسة الكريتية. وبينما تُكرّس الكنيسة لتجلي المخلص (Metasamosωση του ωτήρος)، فإن الدير تحت رعاية القديسة بربارة. قبل أن ينهار المبنى في القرن التاسع عشر، كان ملجأً للعديد من الأفراد والعائلات، ثم أصبح لاحقًا ملجأً لرهبان دير ميتيورا الأكبر في فارلام. ومنذ ترميم دير روسانو من قِبل دائرة الآثار في ثمانينيات القرن العشرين، أصبح ديرًا للنساء، وتسكنه حوالي 15 راهبة.

## الموقع والوصول إليه

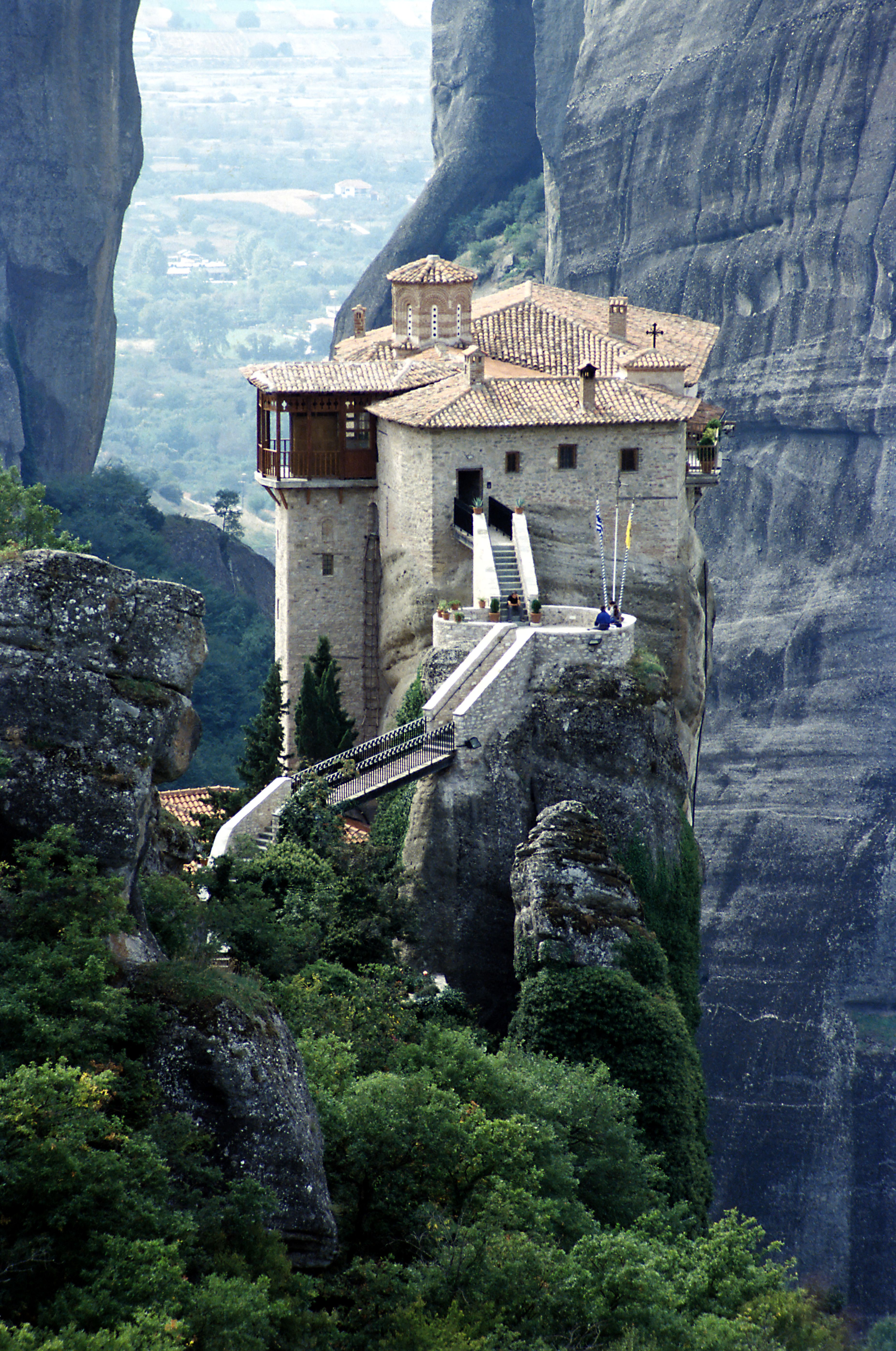
دير روسانو Rousánou

يقع الدير على الطريق بين ديري كالامباكا وميتيورا، على مقربة من بلدة كاستراكي الصغيرة. وهو قريب من ديري فارلام وأجيوس نيكولاوس أنابافسا. يمكن الوصول إلى دير روسانو عبر درج إسمنتي يبدأ من الطريق وجسرين. قبل عبور الجسر الأول، يتم التحقق من الملابس الرهبانية المناسبة. يُمنع ارتداء السراويل القصيرة للرجال والسراويل النسائية. تُعار النساء مآزر طويلة، تُشبه التنورة عند ربطها حول أعناقهن مجانا.

## معرض الصور

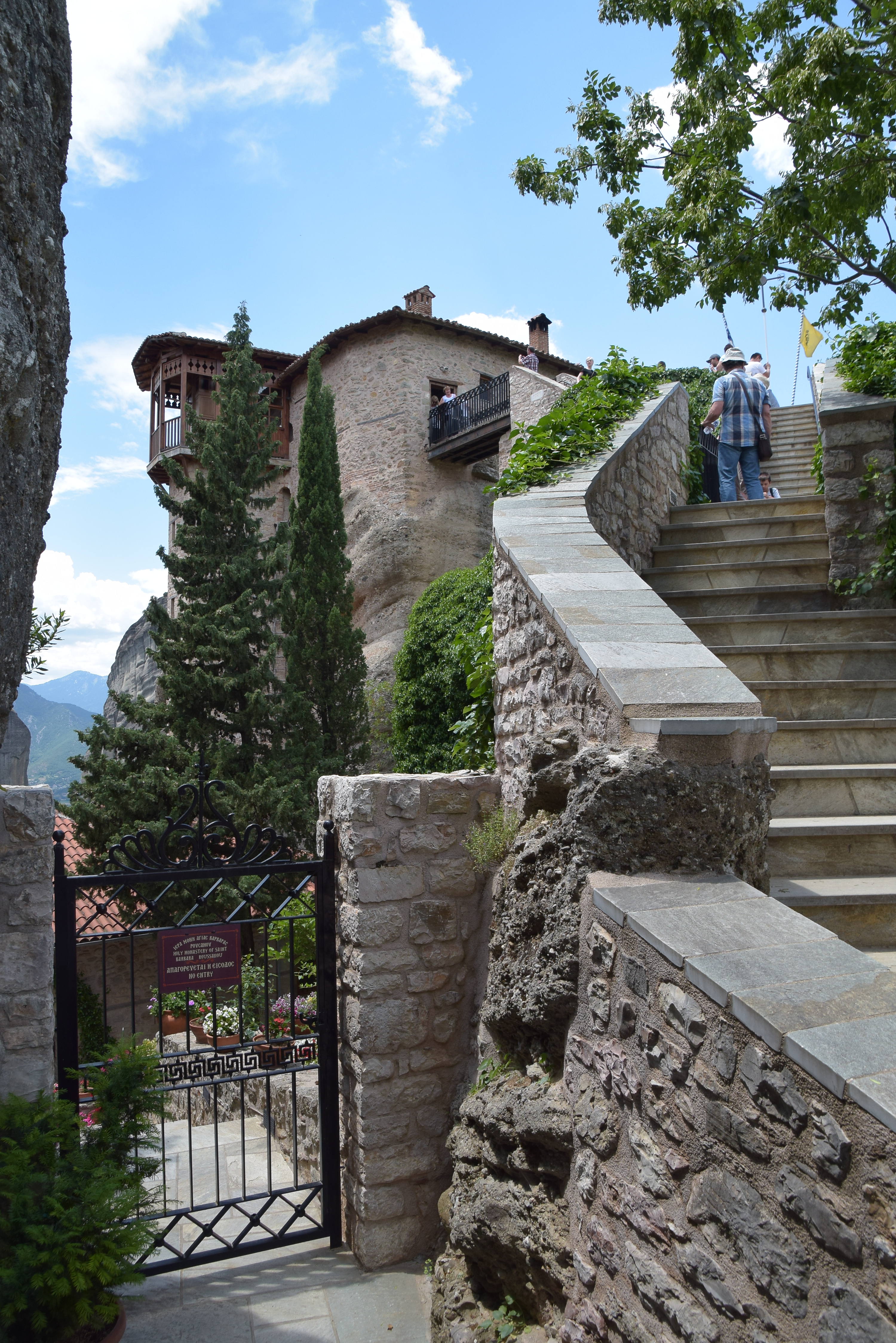
مدخل دير روسانو
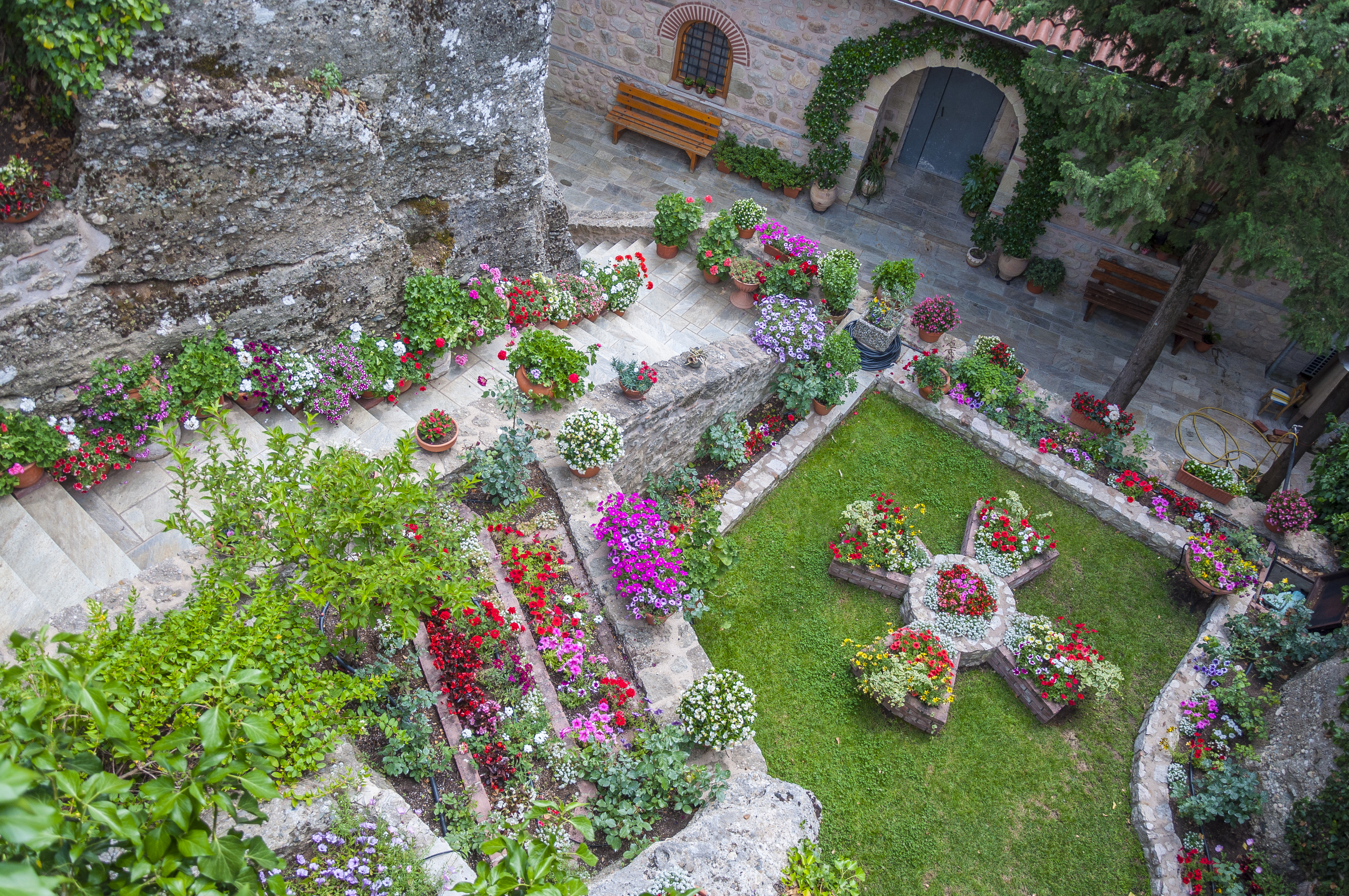
حديقة دير روسانو
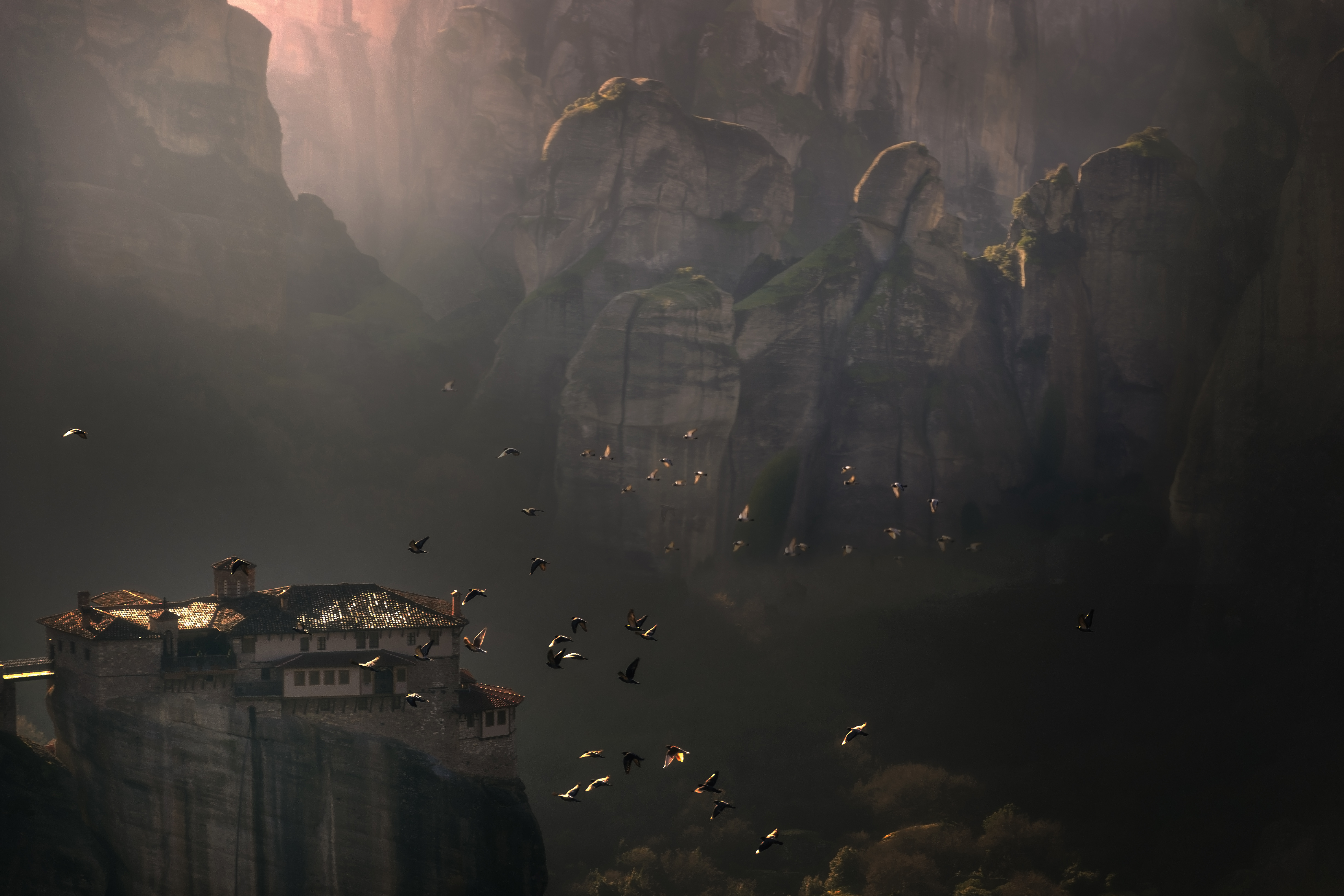
منظر دير روسانو مع حلول الظلام.
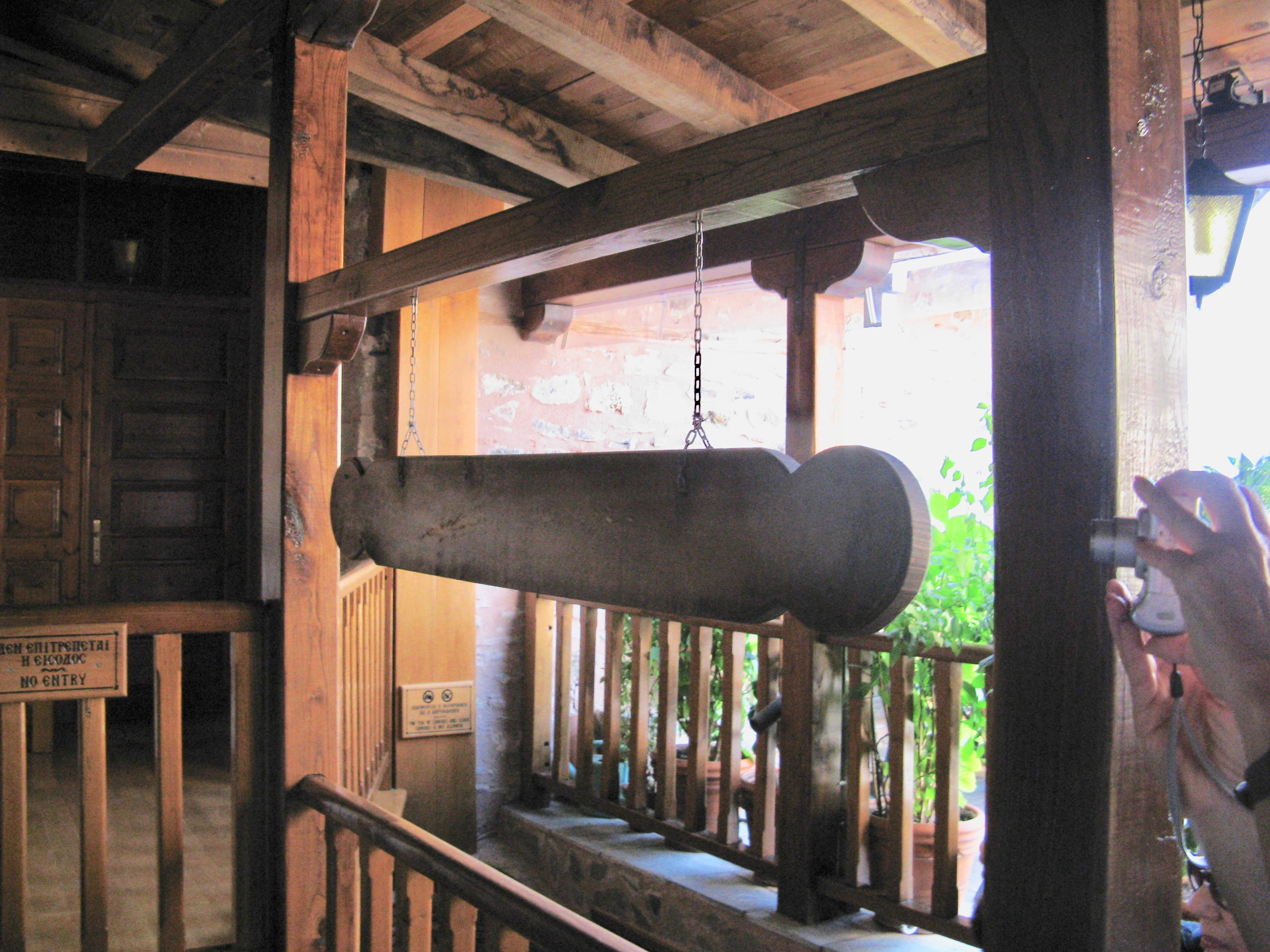
سيمانترون
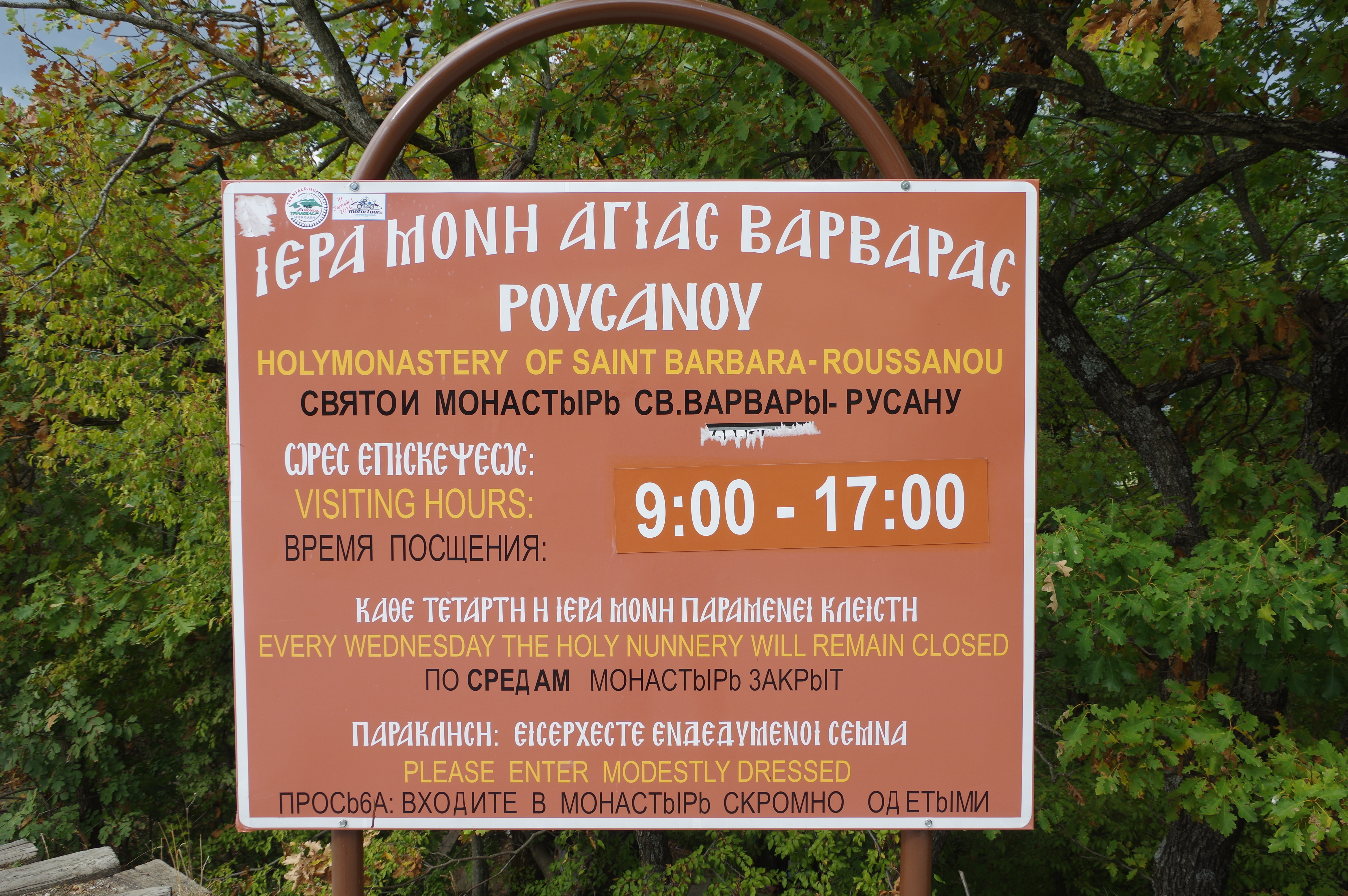
لائحة دير روسانو
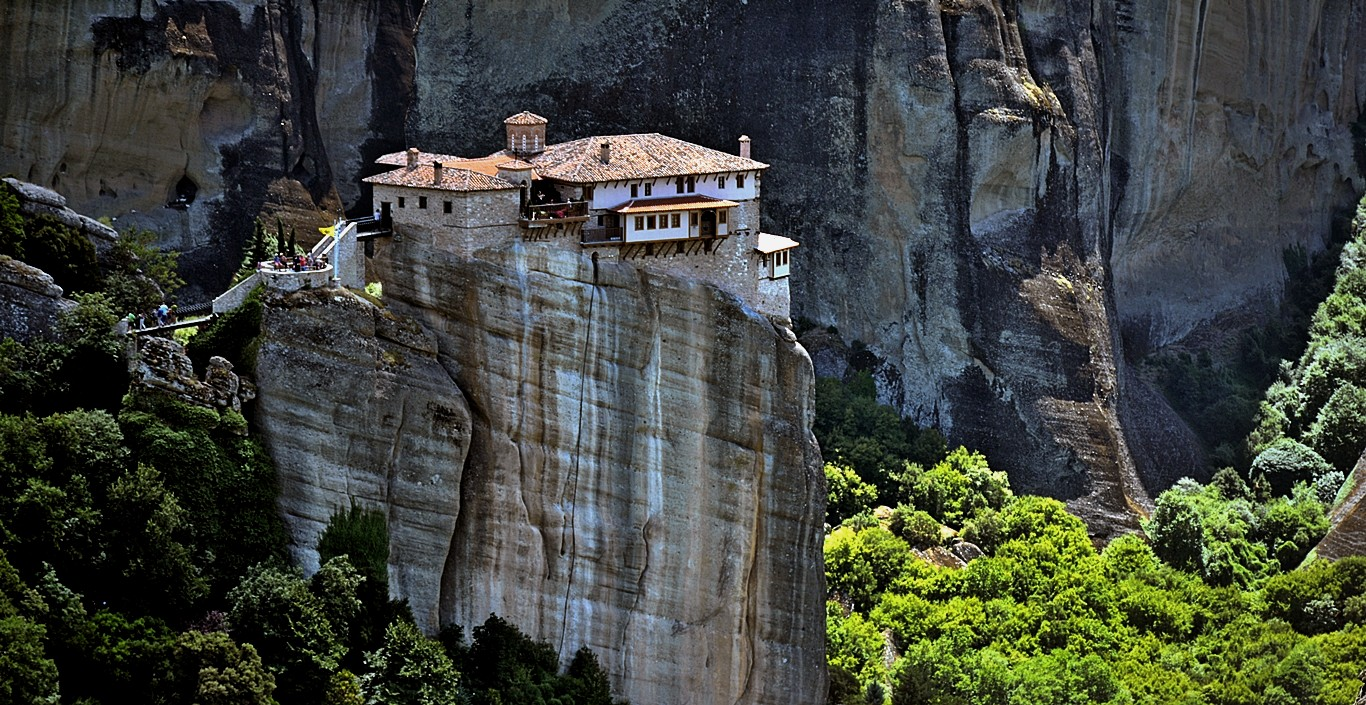
منظر دير روسانو من الجانب
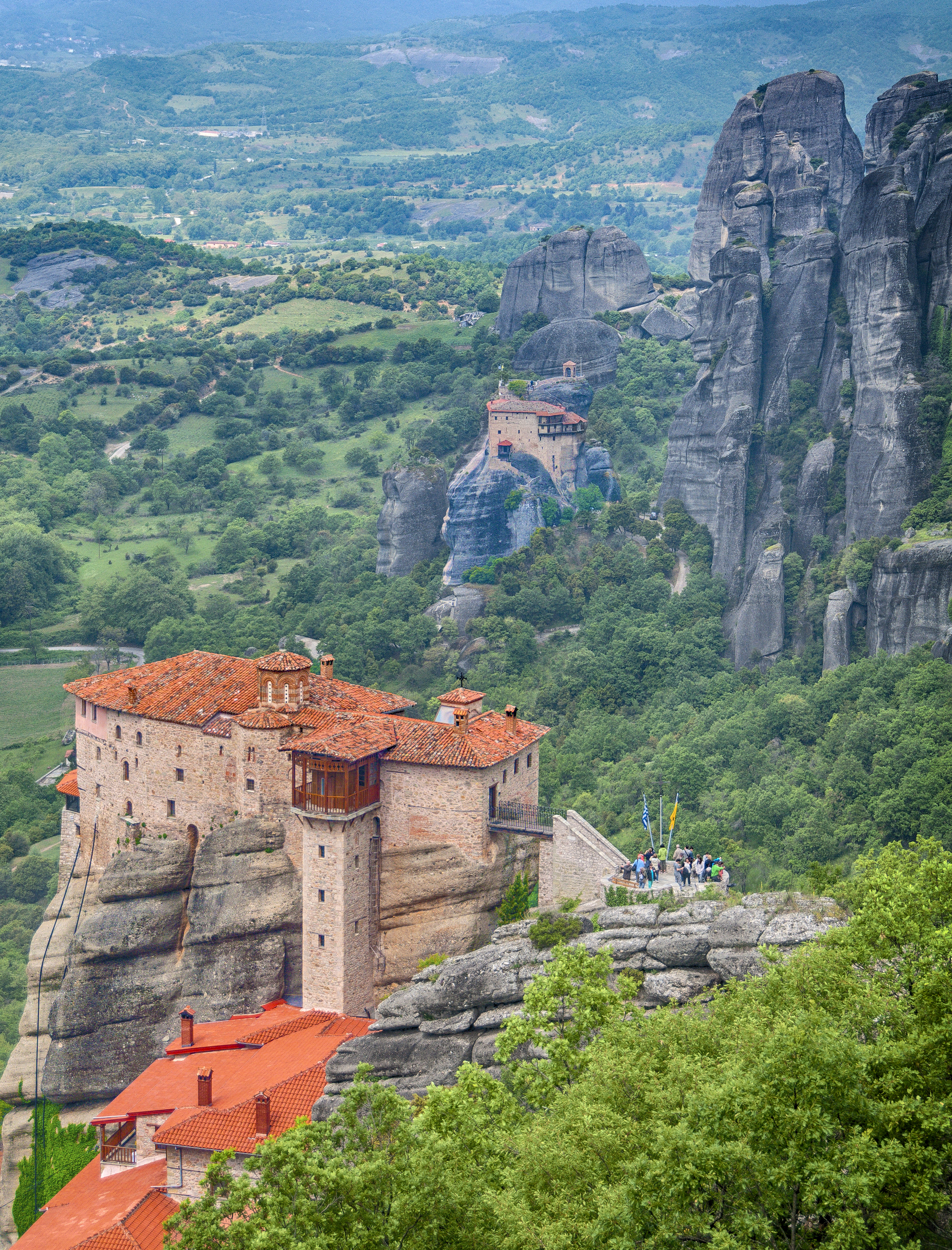
دير روسانو من أعلى.

## اقرأ أيضا
- دير الثالوث المقدس
- ميتيورا